# Самгори (станция метро)
«Самго́ри» (груз. სამგორი) — станция Ахметели-Варкетилской линии Тбилисского метрополитена, располагается между станциями «Исани» и «Варкетили» в городском районе Самгори. Открыта 10 мая 1971 года.
Платформа отделана светлым мрамором и украшена рельефными изображениями. Свод опирается на два ряда четырёхугольных в плане колонн. Станция имеет вид типовой московской «сороконожки». В 2016-2017гг. на станции были заменены устаревшие мраморные элементы на колоннах на новые бело-золотистого цвета с добавлением дополнительного освещения. Также в плане ремонта были ликвидированы бетонные части Пола с заменой на гранитные плиты. В 2000-х установлены современные мониторы для трансляции рекламных роликов. На поверхности земли имеется пересадка на железнодорожную платформу. Глубина станции от 8 до 19 метров.
Аттики лестничных сходов на платформу станции украшают керамические панно  ქალაქი (Город) и სოფელი (Деревня). Авторы керамических панно Иден Табидзе, Радиш Тордия, Аполлон Харебава.
Чеканные панно, украшающие двери на путевых стенах без названия. Автор: Т.Цицкишвили.
Кроме того, в одном из верхних эскалаторных вестибюлей есть также панно-горельеф ჰიმნი შრომას (Гимн труду). Автор: Иден Табидзе.

## Ссылки

Схема тбилисского метрополитена